# Carl Friedrich Warnstorf
Carl Friedrich Warnstorf (født 2. december 1837 i Sommerfeld, Lausitz, død 28. februar 1921 i Berlin) var en tysk botaniker, der især beskæftigede sig med mosser.
I forbindelse med et botanisk navn benyttes Warnst. som standardforkortelse (autornavn). Det er f.eks. autornavnet for Drepanocladus aduncus (Kær-Seglmos).